# Suur Munamägi
Suur Munamägi er med sine 318 m over havoverfladen det højeste punkt i Estland (og i de baltiske lande). Den er i nærheden af Haanja, i Võru kommune i det sydøstlige hjørne af Estland, nær grænserne til Letland og Rusland. Den er omgivet af et bakkelandskab.
På toppen er der et 29 meter højt observationstårn, som kan bestiges mod et gebyr. Det første observationstårn her blev konstrueret omkring 1816 af Friedrich Georg Wilhelm von Struve.